# Maria Dermoût
Maria Dermoût, née Helena Anthonia Maria Elisabeth Ingerman le 15 juin 1888 à Pekalongan (Java, Indes néerlandaises) et morte le 27 juin 1962 à La Haye, est une écrivaine indonésiano-européenne, considérée comme l'un des plus grandes figures de la littérature néerlandaise et en tant que telle une membre importante de la Dutch Indies literature (en) (littérature des Indes néerlandaises). 

## Biographie
Maria Dermoût, née Frederik Ingerman (1856-1919) et d'Anna Sophia Halverhout (1860-1889), parents employés par la Compagnie néerlandaise des Indes occidentales, est éduquée aux Pays-Bas et écrit en néerlandais. Après avoir terminé ses études, elle retourne à Java, où elle se marie avec Isaac Johannes Dermoût (1879-1952), puis voyage à travers Java et les Moluques avec lui. 
En 1933, son mari est à la retraite et le couple retourne aux Pays-Bas. Son premier manuscrit est détruit pendant la seconde guerre mondiale. 
Maria Dermoût est veuve en 1952 à 64 ans. Elle meurt à La Haye en 1962.

## Hommage
Elle fait l'objet d'une biographie Geheim Indië. Het leven van Maria Dermoût 1888-1962 (Les Indes orientales secrètes. La vie de Maria Dermoût 1888-1962) publiée en 2000 par l'auteur indo-européen Kester Freriks.

## Travaux
Dermoût se tourne vers l'écriture tôt dans sa vie, mais son travail est resté largement inédit jusqu'à l'âge de 63 ans,. Elle écrit deux romans, qui ne sont tous deux publiés qu'à partir de la soixantaine: Les dix mille choses (De tienduizend dingen, 1955) et Jours d'avant hier - également publié sous le titre Juste Hier (Nog pas gisteren, 1951). Certaines de ses nouvelles sont publiées dans des magazines tels que Vogue dans les années 1960. En néerlandais, cinq recueils de nouvelles d'elle sont également publiés.
Elle est considérée comme l'un des géants parmi les écrivains littéraires des Indes néerlandaises, et The Ten Thousand Things en particulier est largement considéré comme un chef-d'œuvre idiosyncratique. Le livre a été traduit en treize langues. Son travail est acclamé par la critique pour sa clarté et pour son récit du colonialisme coexistant avec une beauté et une force primitives et luxuriantes. 
En décembre 1958, le magazine  Time fait l'éloge de la traduction des Dix Mille Choses de Maria Dermoût et l'a nommée l'un des meilleurs livres de l'année.
Ses deux romans s'inspirent de sa vie bien qu'ils ne soient pas autobiographiques. En particulier, à l'instar du personnage central des Dix Mille Choses, Dermoût perd son fils dans des circonstances violentes (il est mort dans un camp de prisonniers de guerre japonais). Les expériences et réminiscences de l'enfance javanaise décrites dans Days Before Yesterday sont basées sur, mais ne reflètent pas, sa propre enfance sous les tropiques.

## Œuvres
- Maria Dermoût (trad. Denyse van Moppès et Tylia Caren), les dix mille choses [« De tienduizend dingen »], Paris, Robert Laffont, 1959, 309 p. (lire en ligne)
  - (en) Maria Dermoût (trad. Hans Koning), The Ten Thousand Things (lire en ligne)
- Yesterday, 1959